# Alameda de Pontevedra
Pour les articles homonymes, voir Alameda.
La Alameda de l'architecte Sesmero (traduisible en français par peupleraie de l'architecte Sesmero), populairement appelée la Alameda par les Pontevedriens, est un parc public situé dans le centre-ville de Pontevedra, en Galice (Espagne). Elle constitue avec le Parc des Palmiers le plus vaste espace vert du centre de Pontevedra. L'Alameda se trouve à l'ouest de la vieille ville, tout près de l'ancien quartier des pêcheurs A Moureira.

## Histoire
L'Alameda de Pontevedra a pris sa configuration actuelle à la fin du XIXe siècle dans le cadre d'un ambitieux projet visant à étendre la ville à des terrains situés hors des anciens remparts de Pontevedra.
Avant l'aménagement de cet espace urbain comme Alameda , il était connu sous les noms de Champ de Vérité (lieu d'exécution des condamnés) et Champ des Roues. C'est là qu'à l'époque, les cordes et les gréements étaient fabriqués pour la pêche. Après la construction du couvent Saint-Dominique et en raison de son influence, il a commencé à être connu sous le nom de Champ de Saint-Dominique.

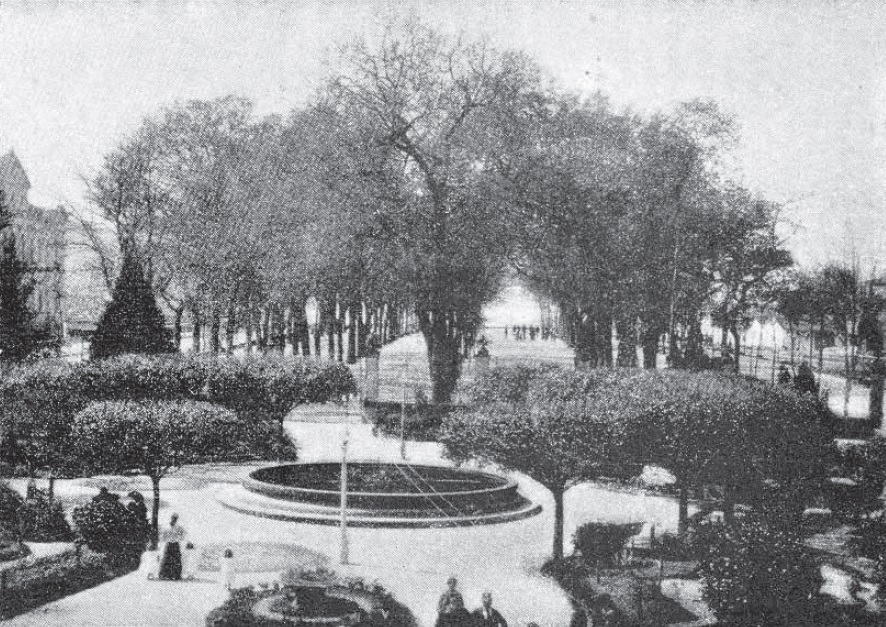
Alameda de Pontevedra en 1898

C'est en 1648 que les Dominicains ont transformé le verger de leur couvent en un lieu de promenade. Deux siècles plus tard, en 1846, un mur de soutènement a été construit, le sol a été nivelé, des arbres ont été plantés et les premiers bancs en pierre ont été installés. En 1847, une partie de ce champ correspondant à l'actuelle Alameda était fermée au moyen de murs de pierre. L'Alameda avait cinq larges allées délimitées par des arbres en ligne droite et une promenade spacieuse. Il y avait 57 chênes et 91 acacias et une vue magnifique sur la ria de Pontevedra et la mer. Les résidents les plus élégants de la ville avaient l'habitude de s'y promener, surtout les soirs d'été, pour respirer la brise marine.

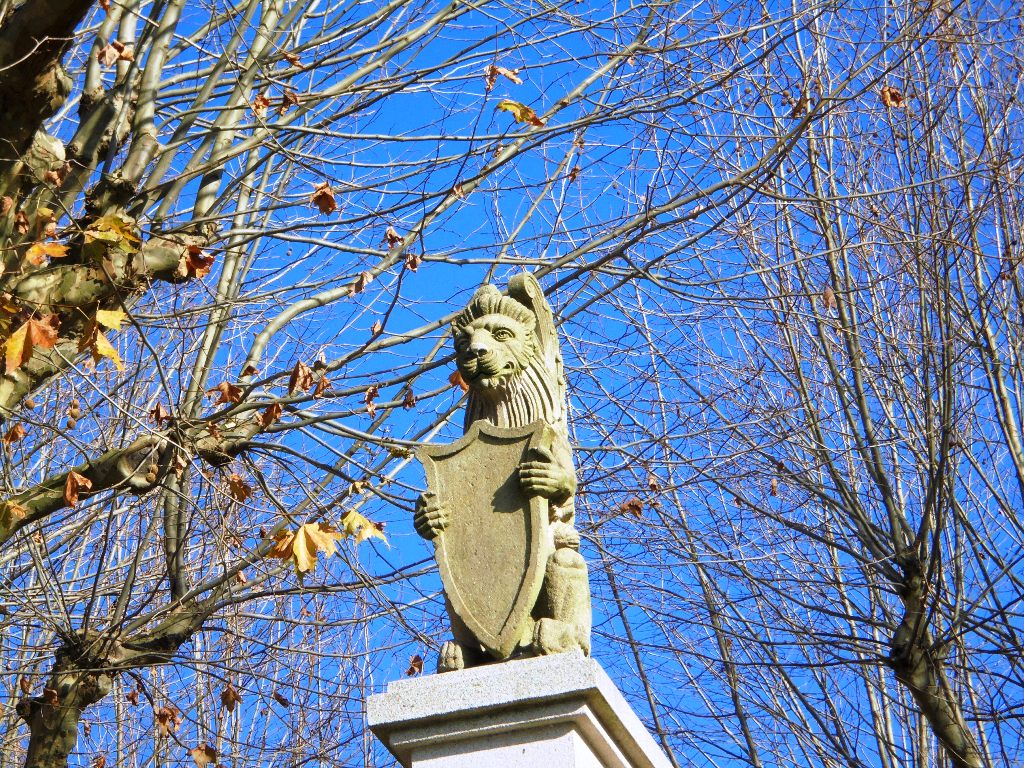
Lion en pierre à l'entrée ouest de l'Alameda avec les armoiries de la ville

C'est avec l'expansion urbaine de la fin du XIXe siècle, qui a rendu effective l'architecte Alejandro Sesmero, que le processus de conception de cet espace emblématique s'est achevé.
Sesmero conçut un projet pour l'Alameda de Pontevedra dans le cadre de l'expansion bourgeoise de la ville et le présenta officiellement le 29 avril 1879. Dans ses premières années, l'Alameda était divisée longitudinalement en plusieurs promenades parallèles, qui, au sein d'une société de classes, étaient réservées à l'usage de chaque catégorie sociale. La promenade la plus proche de l'actuelle Gran Vía de Montero Ríos était réservée aux nourrices et aux bonnes, la promenade adjacente à la classe moyenne ou aux artisans et les deux promenades restantes à côté de l'actuel café El Cafetín étaient réservées aux classes bourgeoises et nobles.
En 1886 l'architecte Alejandro Sesmero a été chargé de concevoir et de budgétiser le kiosque à musique, dans le cadre de l'urbanisation de l'Alameda et de la Gran Vía. Au début du XXe siècle, en 1904, le kiosque à musique pour accueillir des concerts de musiciens ou des spectacles d'artistes a été inauguré à l'occasion de la création de la fanfare municipale. Le kiosque a une base en pierre et un toit en fer et en verre et en 1907, il a été équipé de lumière électrique,.
Plus tard, en 1927, la mairie a chargé l'architecte municipal, Emilio Salado, d'élaborer un projet d'embellissement de la partie ouest de l'Alameda avec un point de vue privilégié sur la mer. Salado a réalisé un projet clairement influencé par l'Art Déco et en 1928 un magnifique escalier en pierre, orné de deux grands piliers de six mètres de haut, terminés par des effigies de lions en pierre soutenant le blason de la ville a été inauguré. Dans les années 1950, ces piliers ont été fortement réduits à la hauteur de la balustrade. Les lions de pierre qui les couronnaient ont été remplacés par des ciboires en forme de pots à fleurs. En 2010, les piliers et les lions ont retrouvé leur emplacement et leur conception d'origine.
L'actuel café El Cafetín, situé du côté nord de l'Alameda, rappelle un ancien café du début du XXe siècle qui n'était en fait qu'un petit kiosque proposant des boissons et d'autres produits connexes. En 1987, Le Cafetín a été ouvert avec son esthétique actuelle.

## Description
L'Alameda a une surface oblongue ou ovale qui part des environs de l'hôtel de ville de Pontevedra sur la Place d'Espagne en direction de San Roque (anciennes Moureiras). Les alignements d'arbres la divisent longitudinalement en plusieurs promenades parallèles. Avec la Gran Vía de Montero Ríos, elle dispose d'une superficie de 21 000 m2.

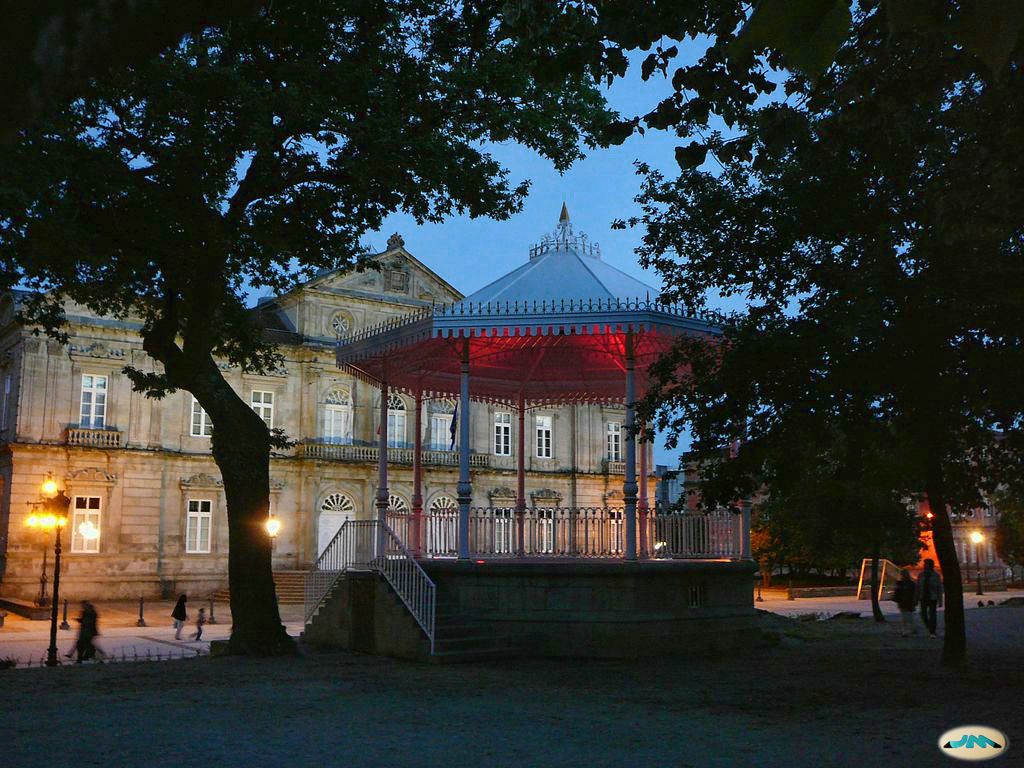
Kiosque à musique

Le côté ouest de l'Alameda est délimité par un point de vue qui se termine par un escalier en pierre. Cet escalier est flanqué de deux colonnes de six mètres de haut sur lesquelles sont placées les effigies de deux lions de pierre portant le blason de la ville. Sur les murs circulaires qui délimitent cette partie sud se trouvent les mosaïques de carreaux de faïence faits par Carlos Sobrino. Du côté de l'Alameda à côté de la Gran Via de Montero Ríos se trouve le kiosque à musique.
Carlos Sobrino a réalisé pour la Alameda de Pontevedra vingt-trois carreaux de faïence avec différents paysages et scènes, rurales et urbaines, peints en 1927 et fabriqués à Séville. Ces mosaïques ont été entièrement restaurées dans le cadre de la rénovation qui a été menée dans les environs du parc en 2010.

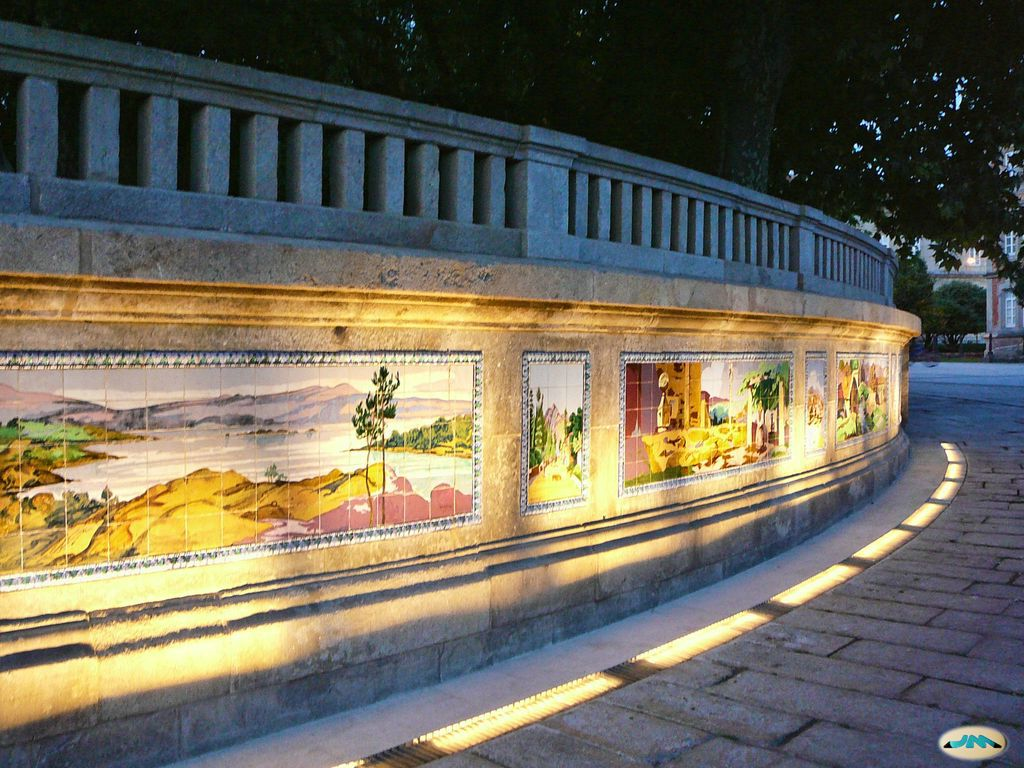
perron et carreaux en faïence de Carlos Sobrino

Les scènes illustrent les coutumes et l'architecture traditionnelles : les gens en costumes typiques, les hórreos de Combarro, la chapelle Notre Dame de la Lanzada ou la Place du Bois de chauffage (Plaza de la Leña) dans le centre historique de la ville, entre autres.
L'Alameda est délimitée sur son côté est par le monument aux héros de Puente Sampayo réalisé par Julio González-Pola y García en 1911 à l'occasion du premier centenaire de la bataille de Ponte Sampaio contre les Français.
L'Alameda reste fidèle à son esthétique et à sa configuration d'origine du XIXe siècle. Elle conserve le sol en terre avec des allées délimitées par cinq rangées d'arbres, principalement des peupliers, peupliers noirs, des platanes, des tilleuls, des aulnes et des chênes, des bancs en pierre et un kiosque à musique octogonale. L'entrée orientale est présidée par un araucaria heterophylla, un arbre d'environ 30 mètres de haut, le plus grand de l'alameda. Elle est séparée du boulevard pavé appelé Gran Vía de Montero Ríos par des sections d'escaliers en pierre.

## Galerie d'images

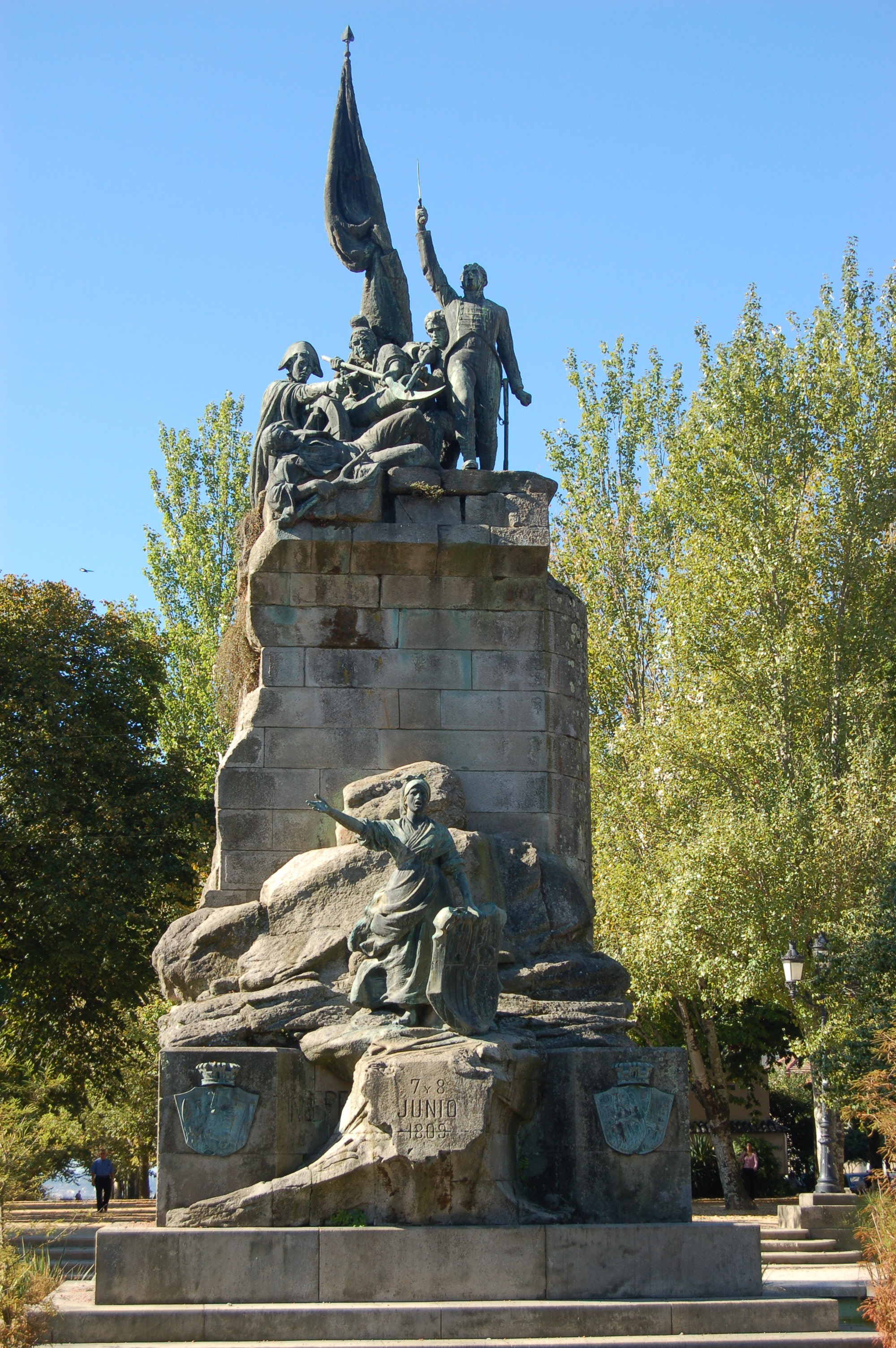
Monument aux héros de Puente Sampayo
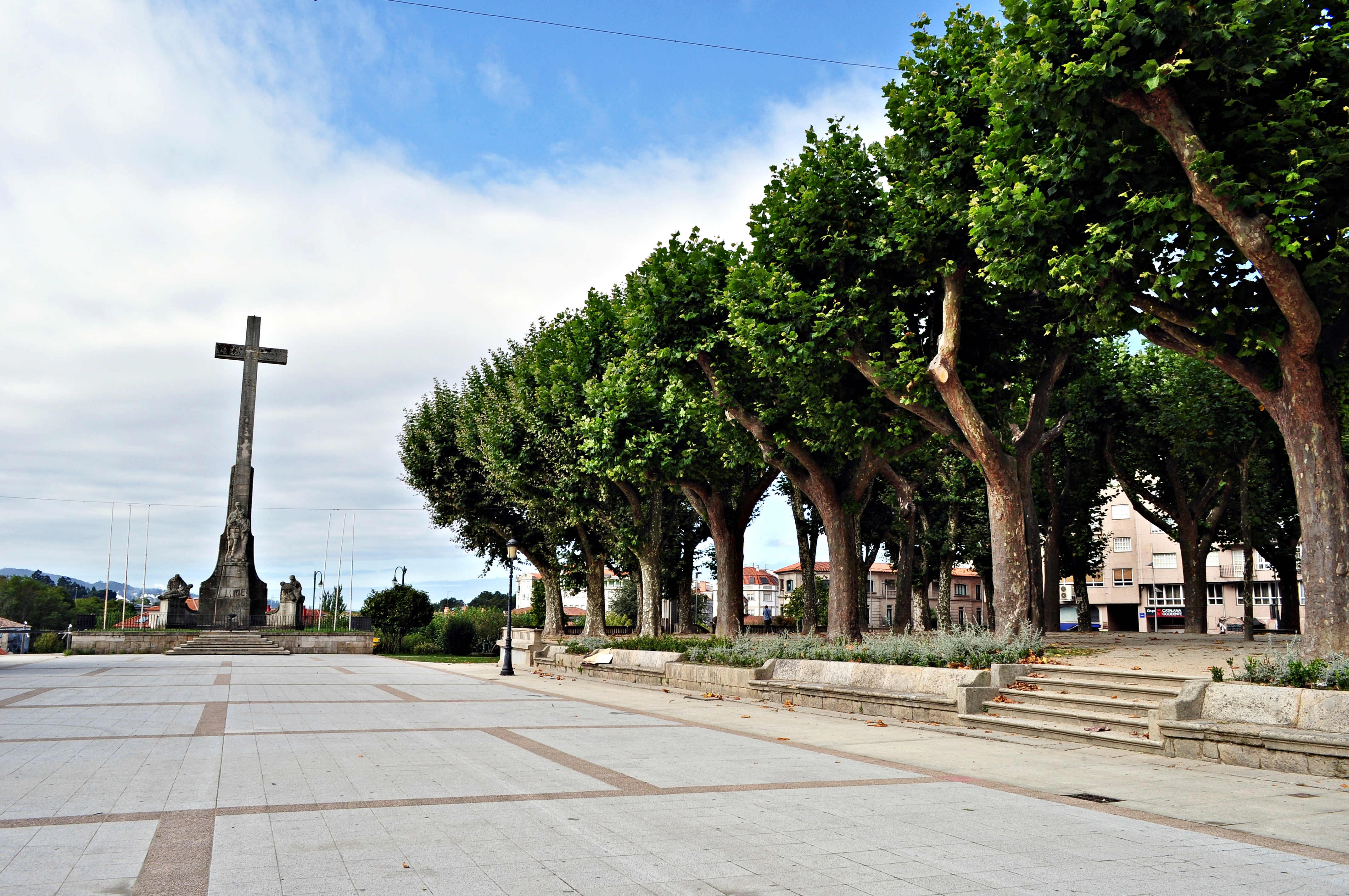
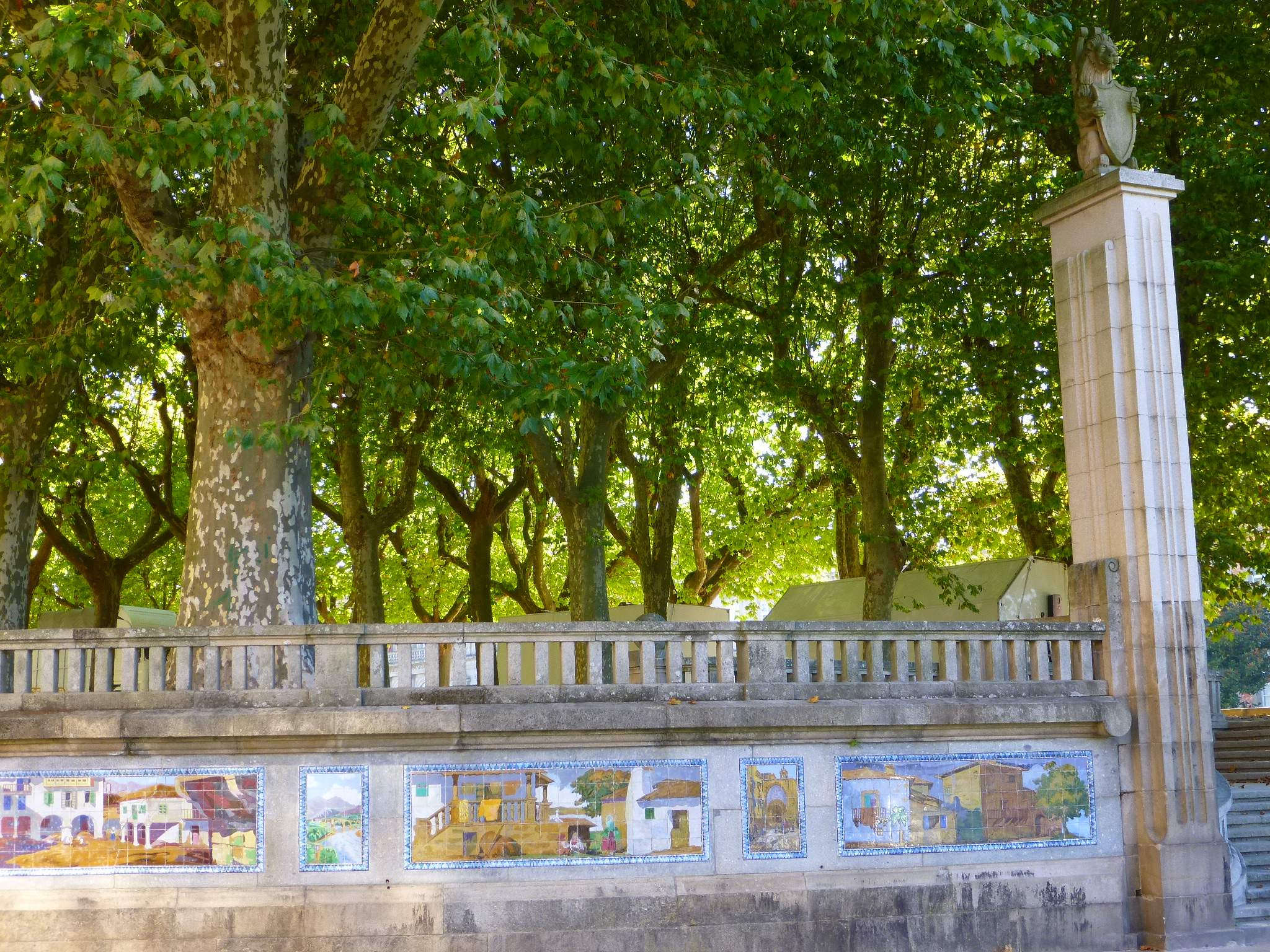
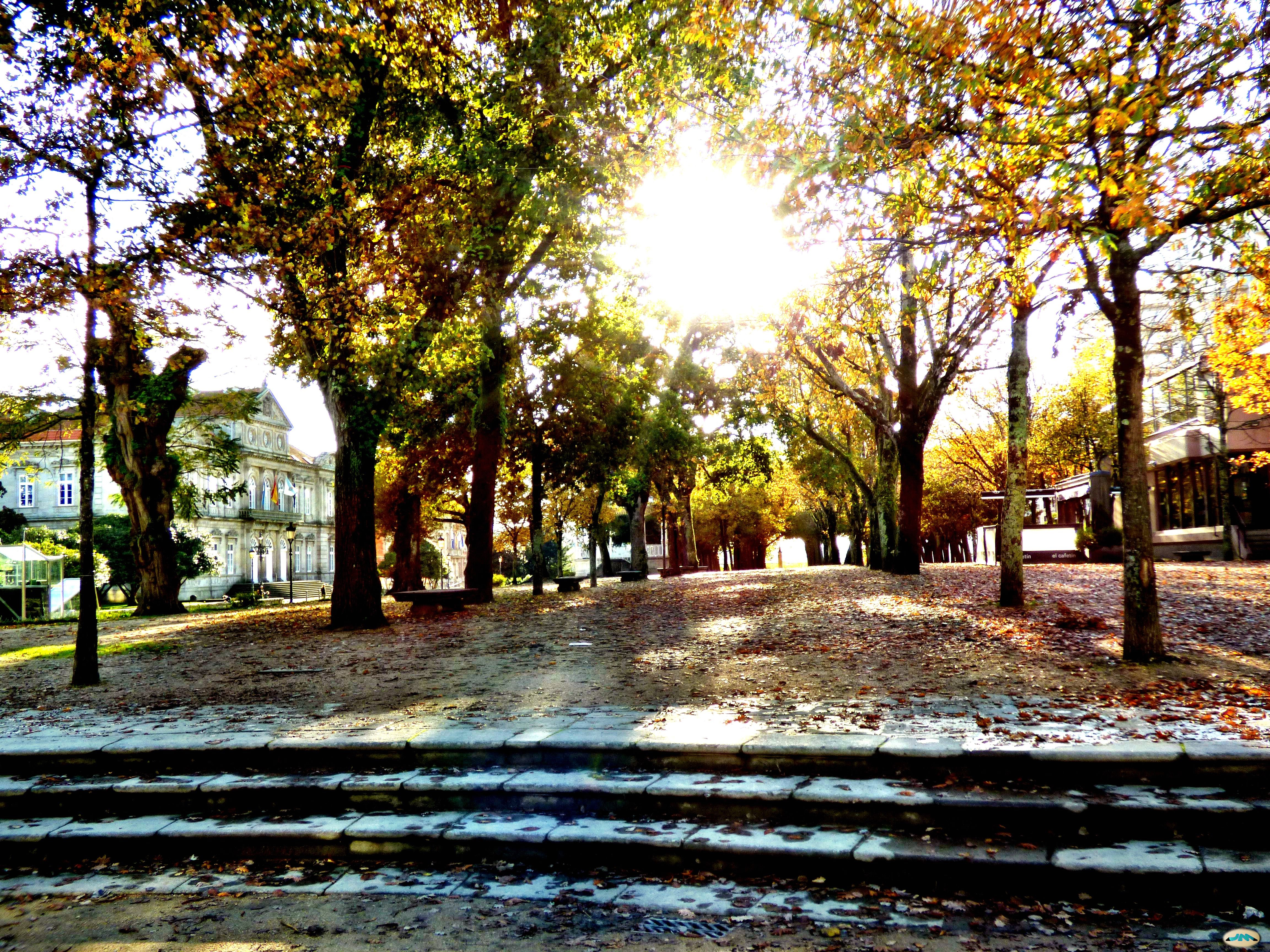
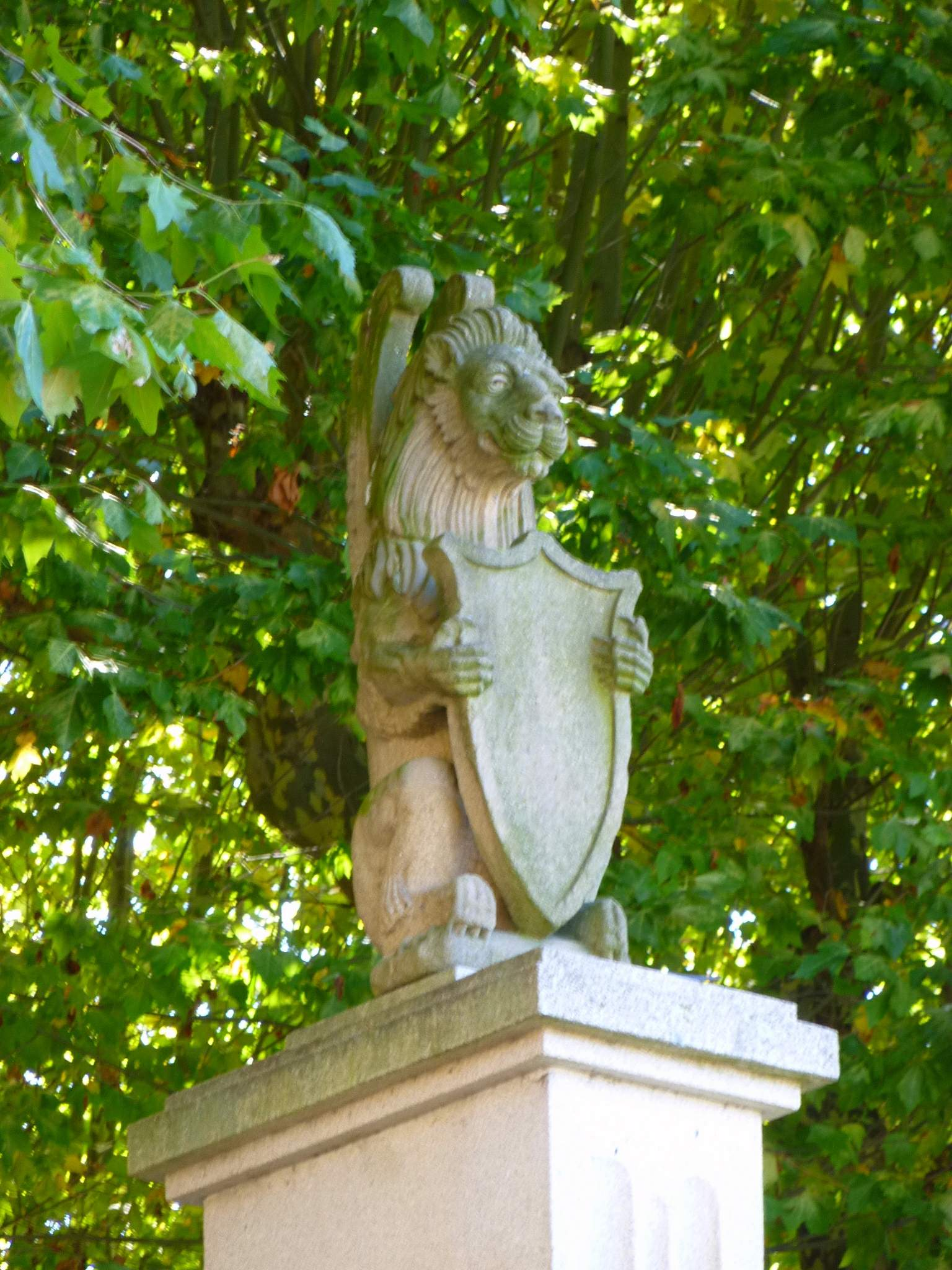
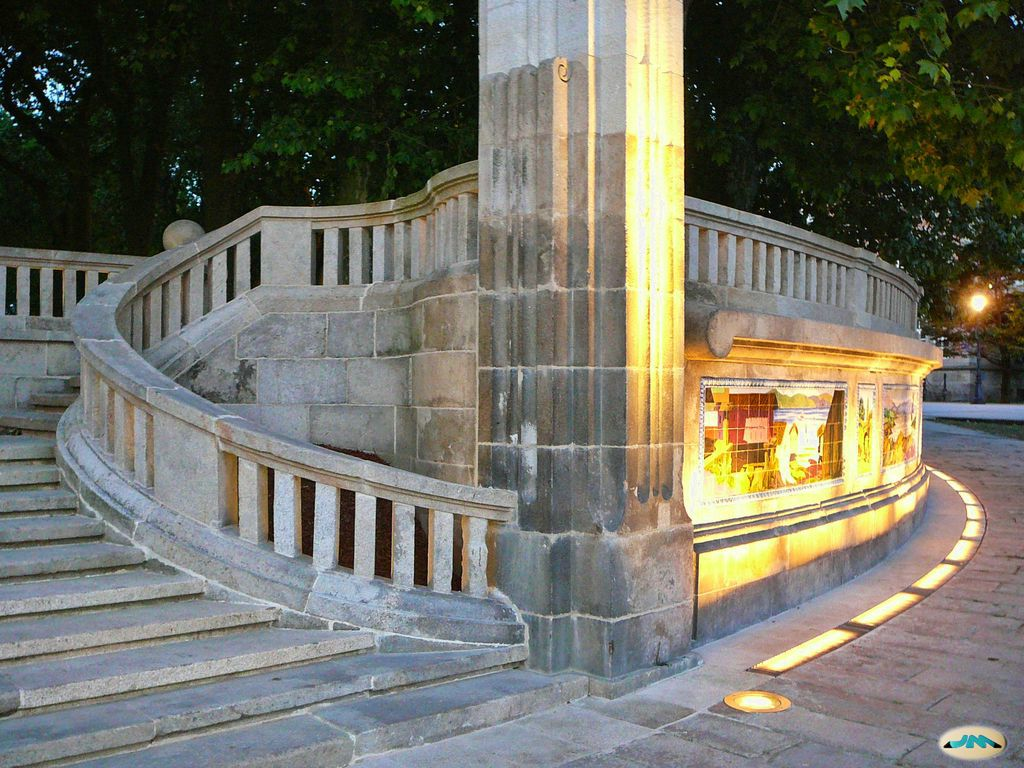
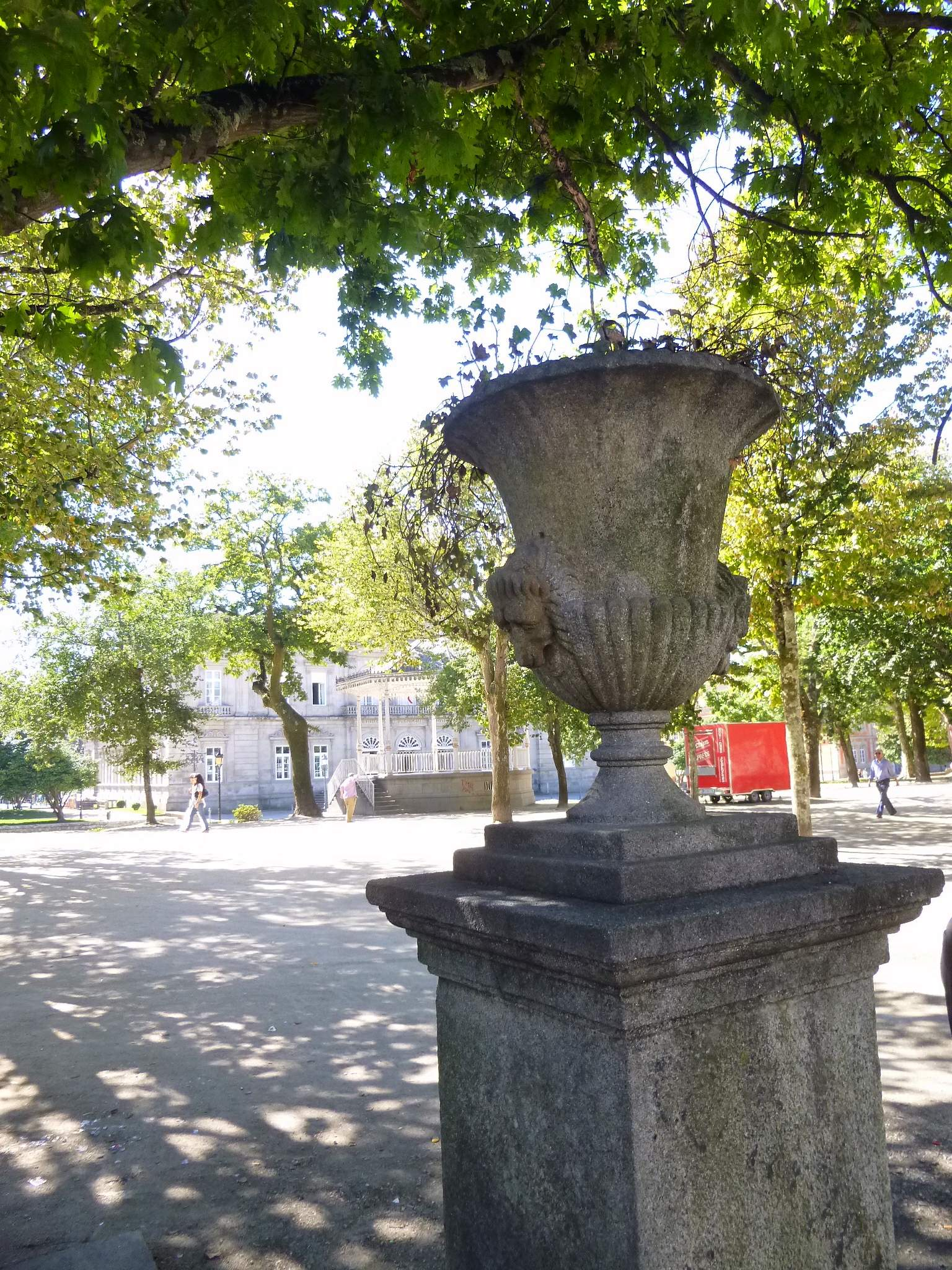
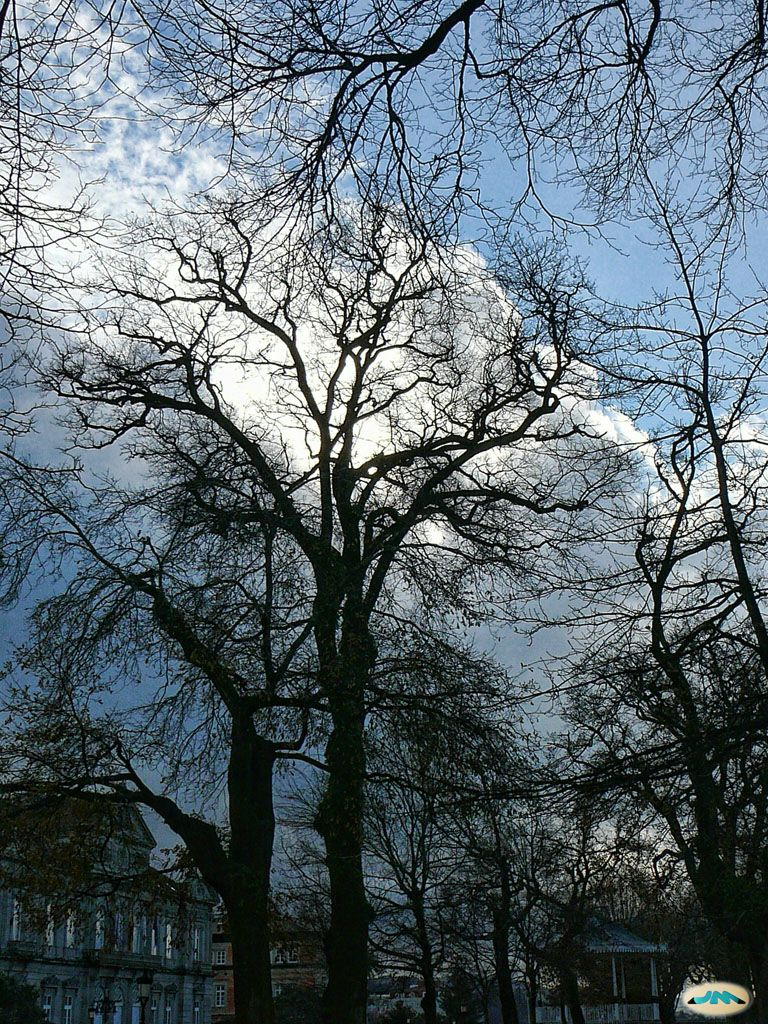
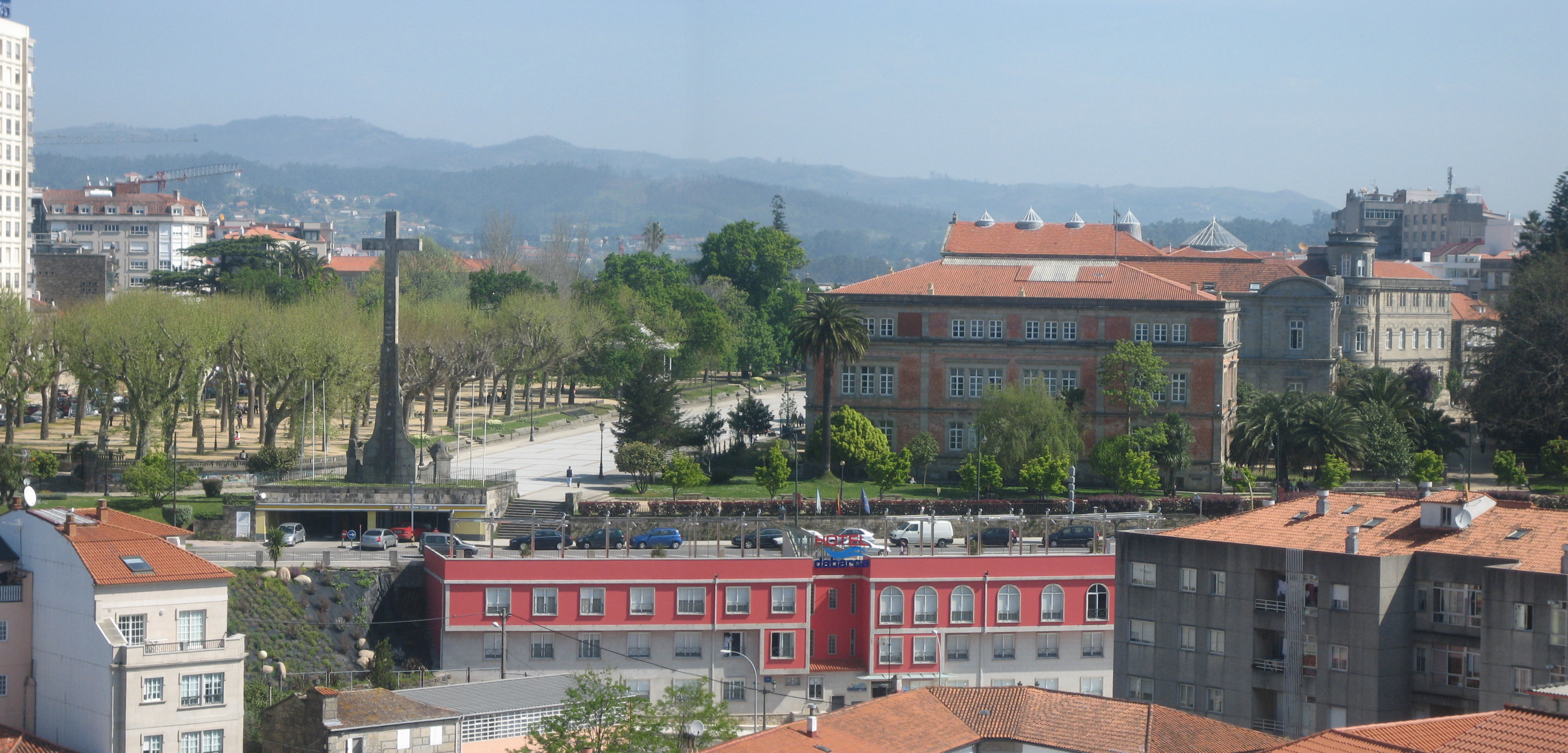
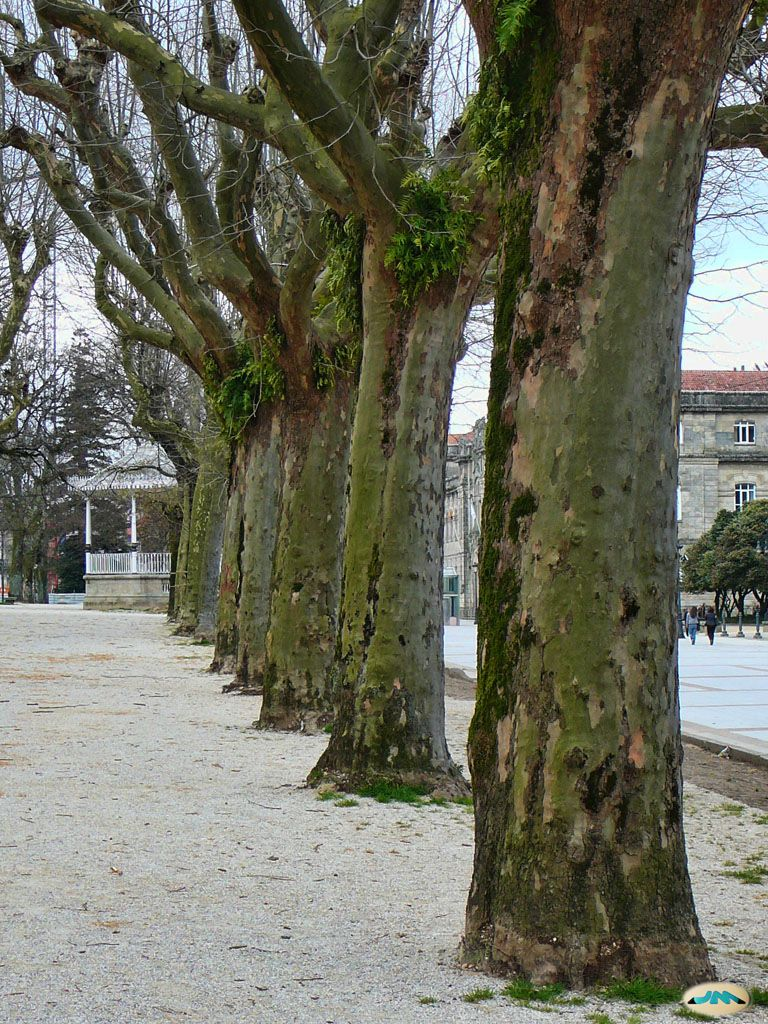
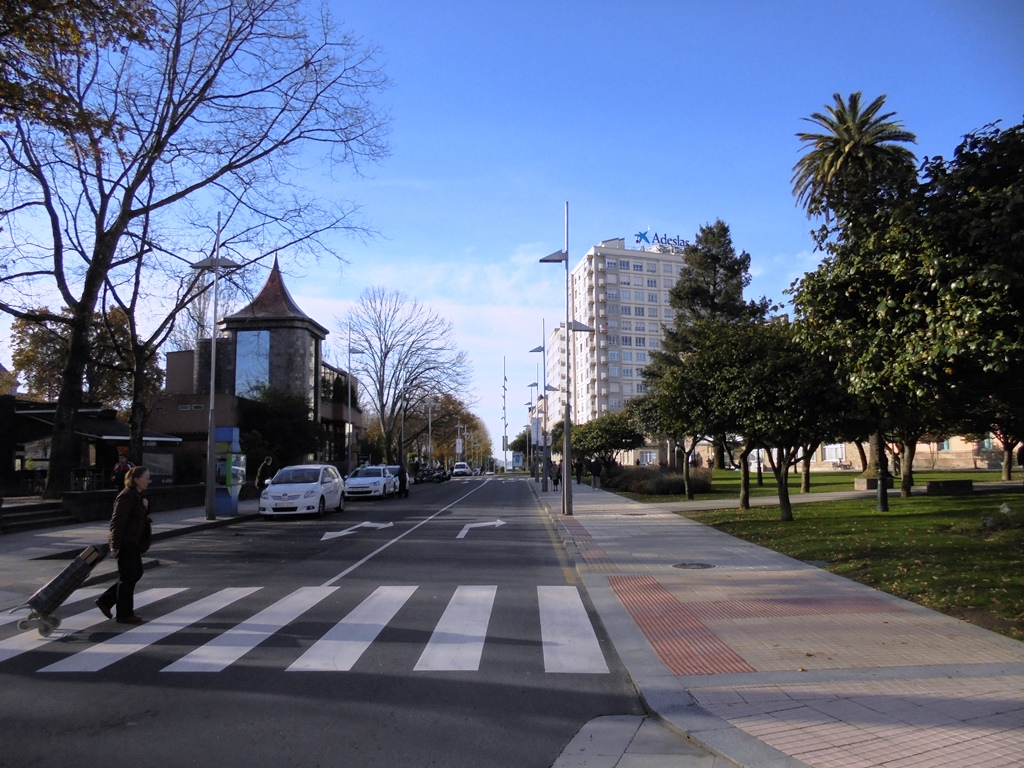
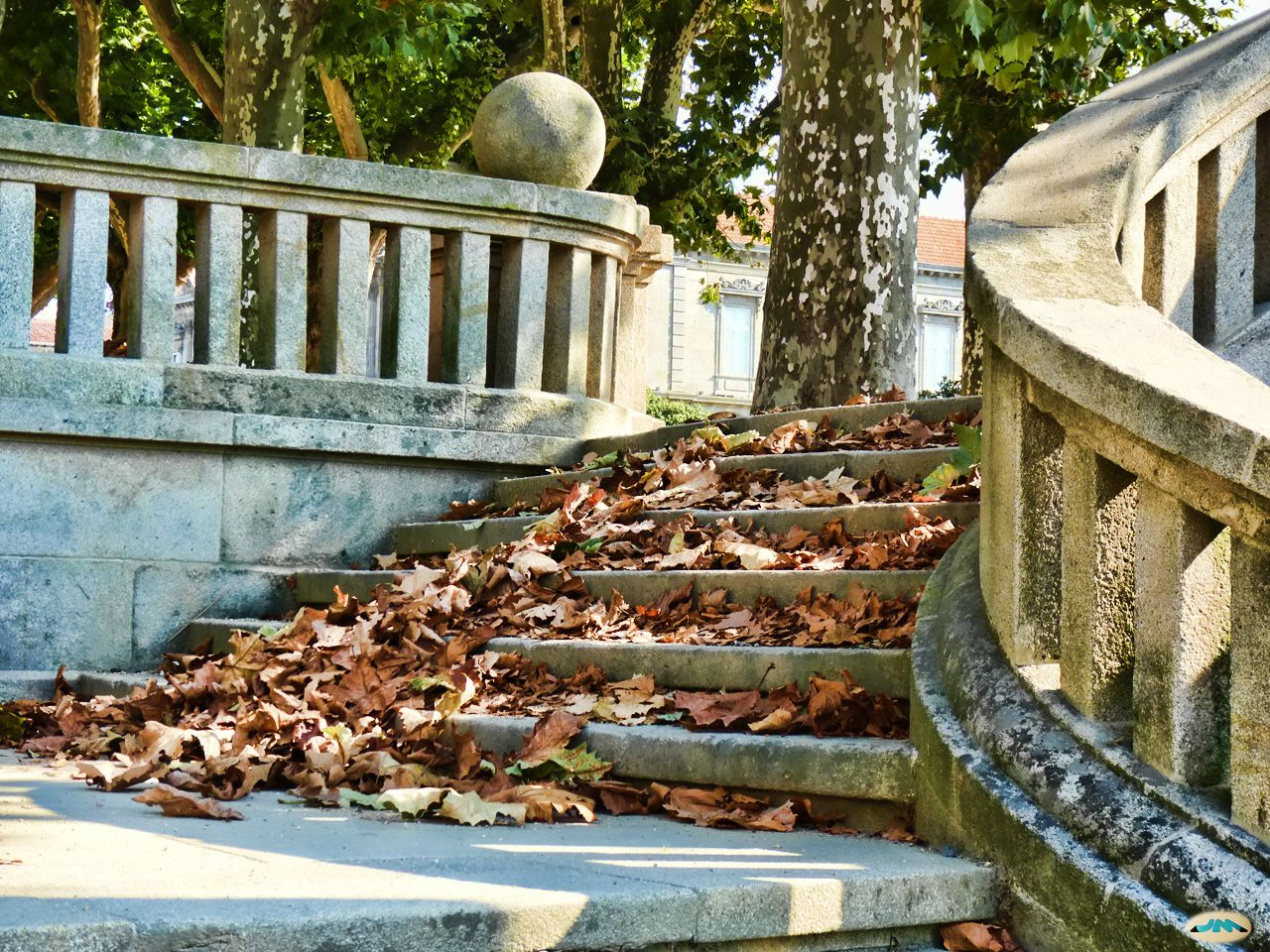
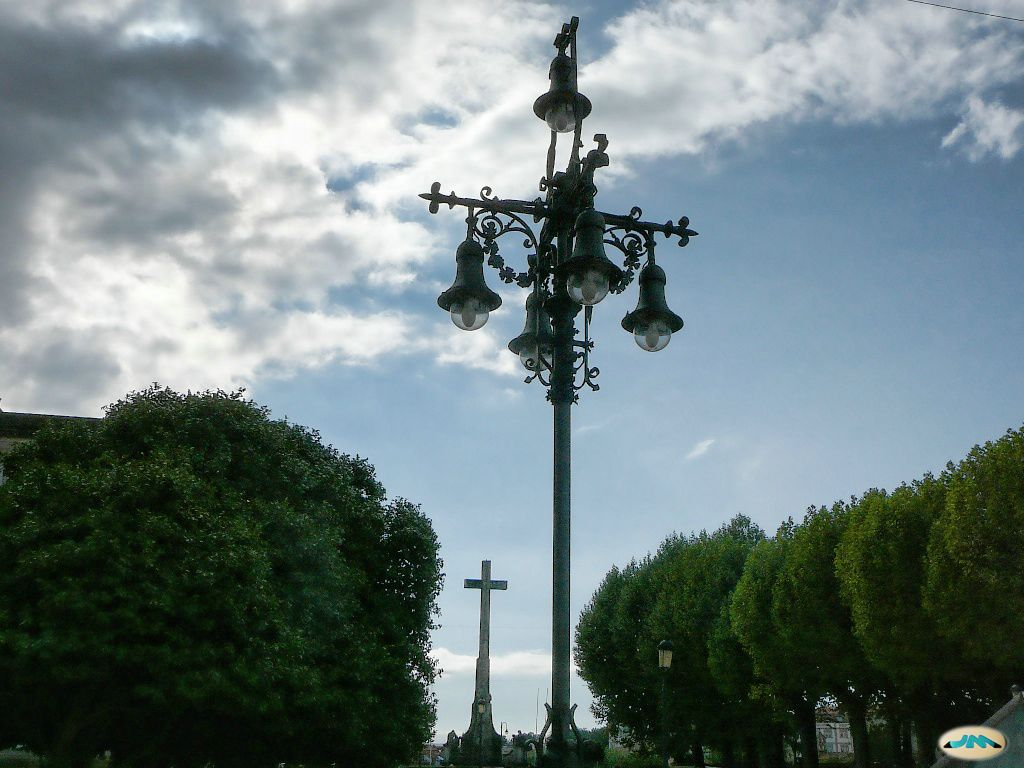
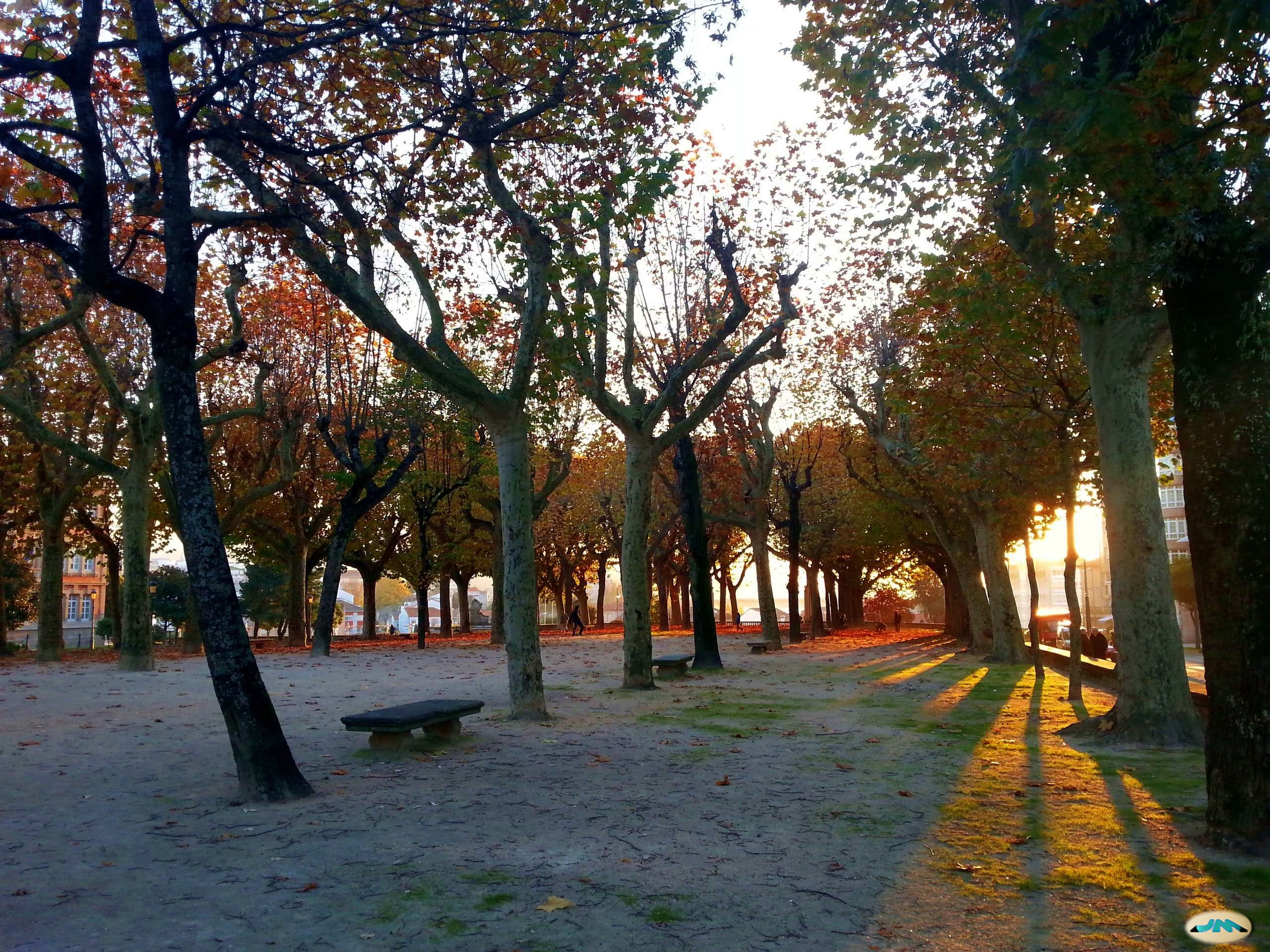
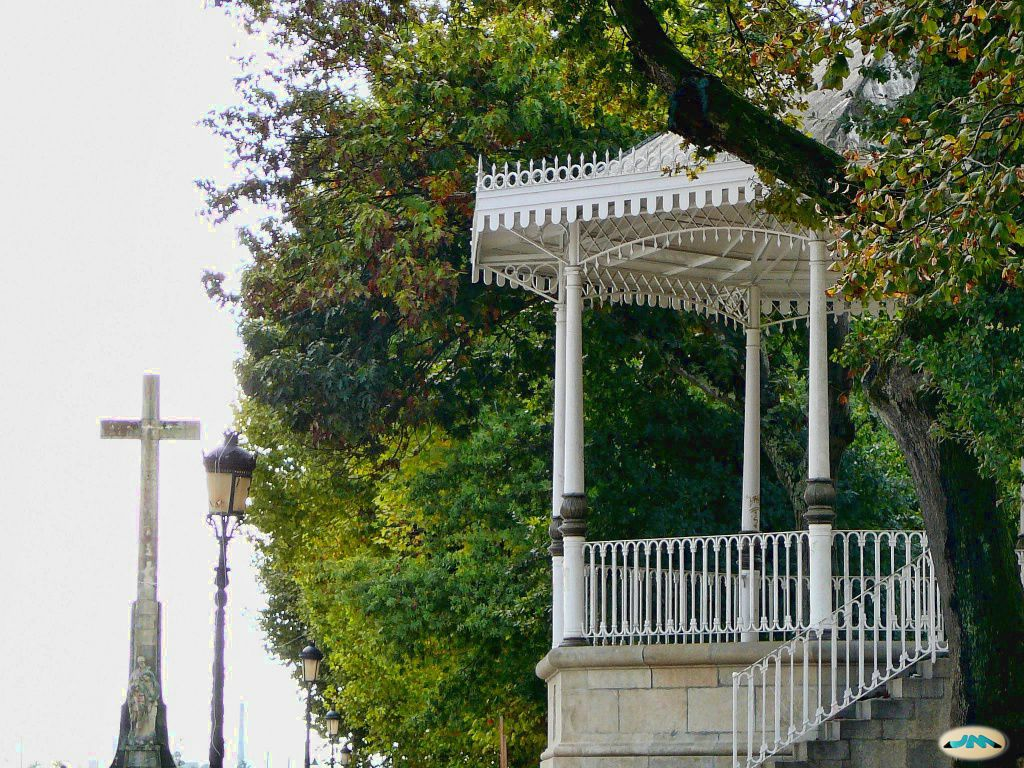